# Шаровой слой

Шаровой слой

Шар пересеченный двумя параллельными плоскостями

Шаровой слой — часть шара, ограниченная двумя параллельными плоскостями, пересекающими шар.

## Связанные определения
- Основания шарового слоя — это сечения шара, образовавшиеся в результате пересечения шара двумя параллельными плоскостями.
- Высота шарового слоя — это расстояние между основаниями слоя.

## Свойства
- Объём шарового слоя можно найти как разность объёма двух шаровых сегментов:
    {\displaystyle V=\pi \left[H_{1}^{2}\left(R-{\frac {1}{3}}H_{1}\right)-H_{2}^{2}\left(R-{\frac {1}{3}}H_{2}\right)\right],}
где {\displaystyle V} — объём шарового слоя, {\displaystyle H_{1}} — высота большего шарового сегмента, {\displaystyle H_{2}} — высота меньшего шарового сегмента, {\displaystyle R} — радиус шара.
- Площадь сферической части поверхности шарового слоя (так называемый сферический пояс) зависит только от высоты слоя и радиуса шара[2]:
{\displaystyle S=2\pi Rh,}

где {\displaystyle S} — площадь сферического пояса, {\displaystyle h} — высота шарового слоя, {\displaystyle R} — радиус шара.

## Вариации и обобщения
- В математике под шаровым слоем раньше понимали сферический слой.
- В физике под шаровым слоем могут понимать тонкий сферический слой, то есть область, ограниченную сферами радиуса {\displaystyle r} и {\displaystyle r+dr}, для маленького {\displaystyle dr}. Объём шарового слоя в этом случае с точностью до O{\displaystyle (dr^{2})} равен {\displaystyle dV=4\pi r^{2}dr}.